# Caesar Nardi
César Nardi (falecido em 1633) foi um prelado católico romano que serviu como bispo de Ossero (1621–1633).

## Biografia
César Nardi nasceu em 1572 e foi ordenado sacerdote na Ordem dos Frades Menores Conventuais. A 21 de junho de 1621, foi nomeado bispo de Ossero durante o papado de Gregório XV, onde serviu como bispo até à sua morte em 1633.